# Homosexualität in der Türkei

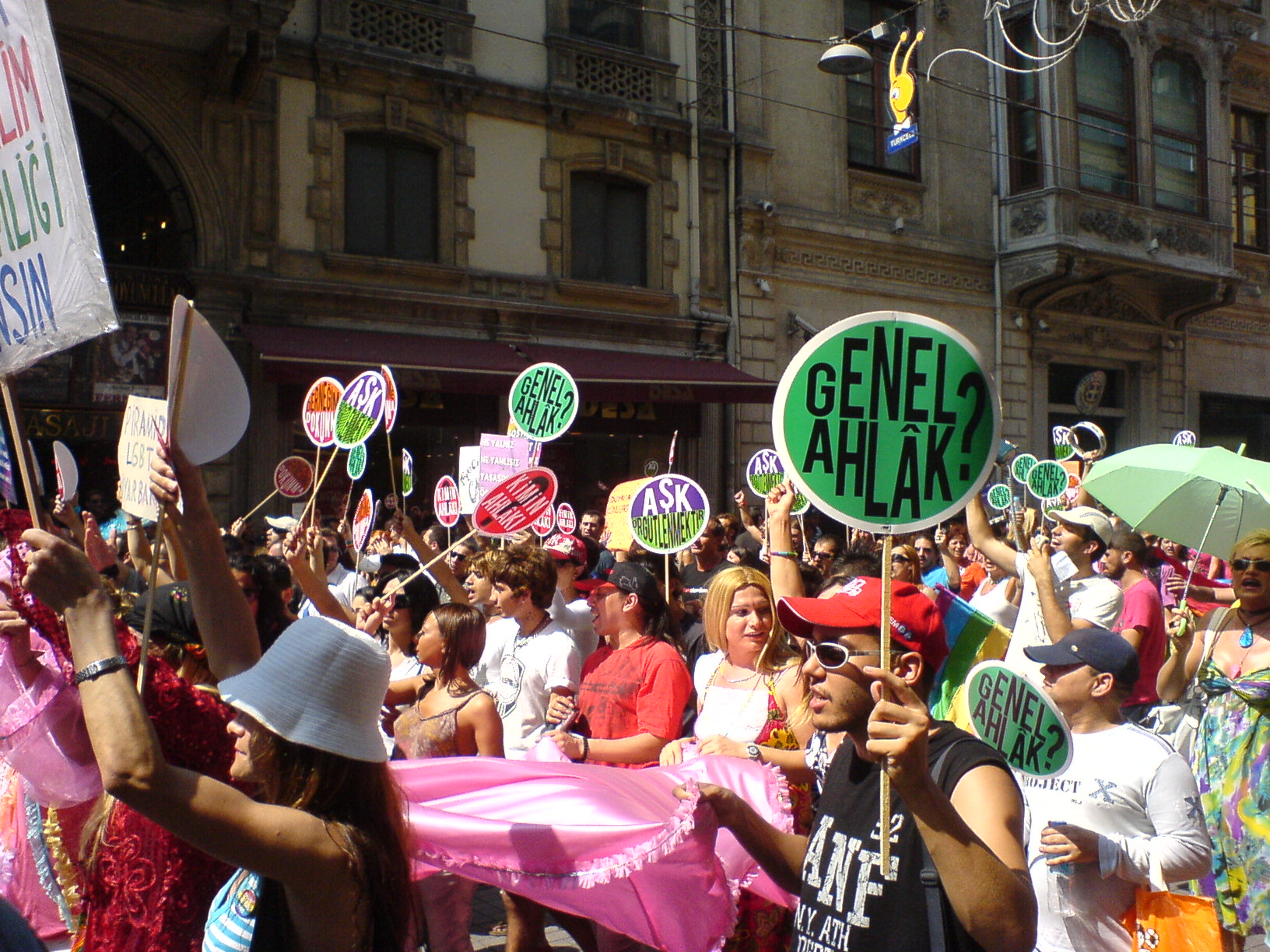
Gay-Pride-Parade in Istanbul 2008

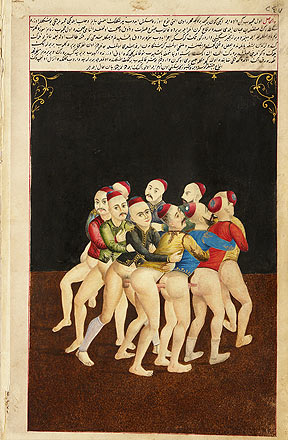
Türkische Miniatur von 1773: Zehn Männer bei einer Orgie mit Analverkehr im Osmanischen Reich

Homosexualität ist in der Türkei ein gesellschaftlich kontrovers wahrgenommenes und diskutiertes Thema, welches aber nach wie vor in weiten Teilen der Gesellschaft tabuisiert ist. Die Türkei gehört innerhalb der islamischen Welt zu den toleranteren Staaten und ist im Vergleich zu anderen islamischen Ländern säkular geprägt. Rechtlich gesehen ist Homosexualität seit 1852 kein Strafbestand mehr, trotzdem ist bei Öffentlichmachung der eigenen Homosexualität mit gravierenden Schwierigkeiten im gesellschaftlichen und beruflichen Leben zu rechnen.

## Geschichte
Kulturhistoriker wie Bernard Lewis und Marshall Ludgon gehen davon aus, dass trotz des angeführten koranischen Verbots homosexuelle Handlungen im Osmanischen Reich öffentlich praktiziert wurden. Khaled El-Rouayheb schränkt diese These ein, denn der Vorwurf der Sodomie sei als eine der schlimmsten Anschuldigungen betrachtet worden. Jedoch galt der Begriff Sodomie im osmanischen Verständnis primär nur für Analverkehr. Da das leidenschaftliche Anwerben und das Gefallen an jungen Männern nicht als Sodomie galt, sei dieses Verhalten durchaus auch öffentlich erfolgt.
So gibt es eine Menge osmanischer Liebesgedichte homoerotischen Inhalts, in denen vielfach sanfte, junge Männer gepriesen werden. Bei einigen Poeten ist die Bartlosigkeit ein wichtiges Kriterium, schließlich war unter ihrem osmanischen Verständnis ein Heranwachsender ohne Bart kein richtiger Mann, das Gefallen an ihm somit keine Unzucht.

## Gesellschaftliche Situation
In der türkischen Gesellschaft gilt Homosexualität als Abweichung des sexuellen Normverhaltens, welches meist über die Beziehung zwischen Mann und Frau definiert wird. Das Ausleben der Homosexualität in der türkischen Gesellschaft wird weitgehend nicht akzeptiert. In einer weltweiten Studie der PEW im Jahre 2007 über die Akzeptanz von gleichgeschlechtlicher Liebe wurden Türken befragt, ob Homosexuelle in ihrer Lebensweise von der Gesellschaft akzeptiert werden sollten. Eine Mehrheit von 57 % antworteten mit Nein, lediglich 12 % der Gruppe befürworteten diese Aussage, während 29 % sich enthielten.
Im kollektiven Bewusstsein der türkischen Gesellschaft gelten Schwule als stark effeminierte Männer, die die passive Rolle beim Analverkehr bevorzugen. Diese Definition wird z. B. bei den türkischen Streitkräften (siehe unten) verwendet. Mit dieser Definition geht eine starke Ächtung einher, da sie nach gesellschaftlicher Meinung das Rollenbild des traditionellen türkischen Mannes verletzt. Maskulin wirkende, in der aktiven Position verkehrende Schwule werden üblicherweise nicht als homosexuell betrachtet. Sie werden mit in die Kategorie heterosexueller Menschen gepackt, die homoerotische Erfahrungen gesammelt haben.
Lesben sind in der öffentlichen Wahrnehmung deutlich weniger präsent.

### Gesetze
Homosexualität ist in der Türkei legal. Es existieren keine Gesetze zu diesem Thema. Schon im Osmanischen Reich standen gleichgeschlechtliche Handlungen seit 1852 nicht mehr unter Strafe. Für Ausländer, die unter der Gerichtsbarkeit der Konsulate standen, galt das Strafrecht des Heimatlandes. Da nach der Gründung der Türkischen Republik der Codice penale italiano von 1889 übernommen wurde, blieb es dabei. Das Schutzalter ist einheitlich auf 18 Jahre für Vaginal- und hetero- wie homosexuellen Analverkehr festgesetzt, sowie auf 15 Jahre für alle anderen Kontakte.
Im Jahr 2006 versuchte der Gouverneur von Istanbul erfolglos, den Schwulen- und Lesbenverein Lambda zu schließen. Er berief sich dabei auf Artikel 56 des Türkischen Zivilrechts, der die Gründung von unmoralischen Vereinen verbietet.
Es bestehen keine Antidiskriminierungsgesetze. Homosexuelle Partnerschaften werden nicht staatlich anerkannt. Die „Erklärung der Vereinten Nationen über die sexuelle Orientierung und geschlechtliche Identität“ wurde von der Türkei immer noch nicht unterzeichnet.

### Türkische Streitkräfte
Das türkische Militär betrachtet Homosexualität als „psychosexuelle Störung“, homosexuelle Männer werden theoretisch nicht zum Militärdienst zugelassen oder bei Bekanntwerden davon ausgeschlossen. Faktisch ist aber der Nachweis oft nur unter erschwerten Umständen möglich. In vielen Fällen etwa fordern die Militärärzte Fotos oder Videoaufnahmen des Bewerbers beim Sexualverkehr, wobei aber dann nur der „passive“ Sexualpartner als homosexuell gilt. Auch zieht so ein Attest Folgen im weiteren Leben nach sich, etwa bei der Einstellung in den Staatsdienst.

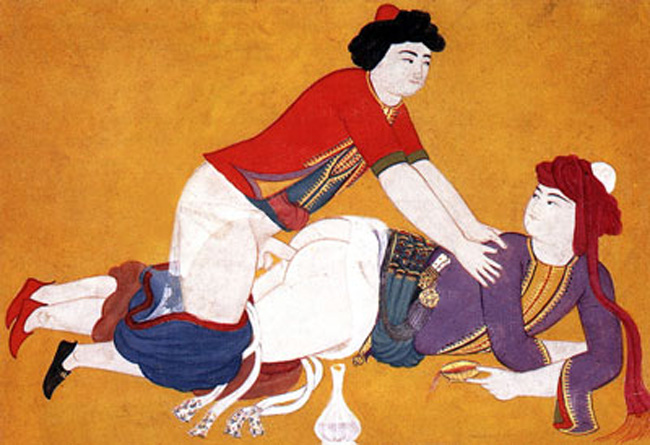
„Jemand hat den Wein verschüttet“ - Zwei Männer beim Analverkehr im homoerotischen osmanischen Werk Sawaqub al-Manaquib (19. Jahrhundert)

## LGBTT-Bewegung in der Türkei

### Zivilgesellschaft
In der Türkei sind die zwei bedeutendsten LGBTT-Organisationen (lezbiyen, gey, biseksuel, travesti ve transseksueller) Lambda Istanbul, die sich 1993 in Istanbul und KAOS GL, die sich 1994 in Ankara gründeten. Weitere LGBTT-Organisationen entstanden in den folgenden Jahren wie Pink Triangle Group in Izmir, Legato in Ankara und die Rainbow Group in Antalya. 2003 fand die erste Demonstration für die Rechte homosexueller Menschen in der Geschichte der Türkei auf der İstiklal Caddesi in Istanbul statt, die von der Organisation Lambda Istanbul organisiert wurde. Eine LGBTT-Community findet sich vorrangig in Istanbul sowie in geringerem Umfang in Ankara, Antalya und Izmir. Insbesondere in ländlichen Regionen in der Türkei gilt Homosexualität als Tabuthema.
2005 verhinderte ein Gericht das Verbot der Gruppe Kaos GL mit der Begründung, dass Homosexualität nicht gegen die Moralgesetze verstoße. Der Bürgermeister von Istanbul, Kadir Topbaş, wollte die Gruppe Lambda Istanbul schließen lassen, da der Verein weder mit der „allgemeinen Moral“ noch mit „türkischen familiären Werten“ vereinbar sei. Im Mai 2008 verbot ein Gericht in Ankara die Gruppe. Begründet wurde dies unter anderem damit, dass die Gruppe gegen Artikel 41 der türkischen Verfassung verstoße, der „den Frieden und das Wohlergehen der Familie“ als Staatsziel festschreibe. Das Verbot der Organisation Lambda Istanbul wurde Ende 2008 vom Revisionsgericht in Ankara aufgehoben.

### Politik
Bis 2008 war der Abgeordnete Zafer Üskül von der AKP der Erste, der eine Einladung zu einem LGBT-Kongress annahm. Er wurde danach von der islamistischen Presse als „Anwalt der Perversen“ dargestellt. Seit 2008 arbeitet LISTAG, eine Gruppe der Eltern von LGBTT gegen die Diskriminierung und für mehr Akzeptanz ihrer Kinder. An der Pride-Parade 2011 nahmen auch von der BDP unterstützte Parlamentsabgeordnete teil.
Die Istanbuler Stadträtin Sedef Çakmak war 2014 die erste offen homosexuelle Person, die in ein politisches Amt gewählt wurde. Ihre NGO SPoD LGBTI versucht mit politischen Akademien und Kooperationen mit Gemeinden und Parteien, mehr offen homosexuelle Menschen in die Politik zu bringen.
Seit vielen Jahren wird der Gay Pride Istanbul regelmäßig von der Politik verboten.

### Übergriffe
Gewalttätige transphobe und homophobe Übergriffe sowie Erpressungen durch die Polizei oder durch Bürger gegenüber Homosexuellen sind nicht selten. In einer bisher nicht veröffentlichten Untersuchung des Justizministeriums aus der Zeit vor 2003 berichteten 37 Prozent aller befragten Schwulen und Lesben und 89 Prozent aller befragten Transvestiten und Transsexuellen von physischer Gewalt gegen sie. Teilweise werden Treffpunkte von Schwulen durch organisierte Banden regelrecht observiert. Diese gehören vor allem drei Gruppen an. Erstens gibt es islamische Fundamentalisten, die das für eine gottgefällige Tat halten, zweitens jugendliche Nationalisten, denen von Organisationen erzählt wird, dass Schwule reich und dekadent seien und drittens professionelle Kriminelle, denen es um eine leichte Beute geht. Besonders bei Lesben beginnt der Druck in der Familie, wenn sie sich weigern zu heiraten. Das geht von psychischem Druck bis hin zu massiven Drohungen und Ehrenmorden. Unterstützung durch die Staatsmacht ist in diesen Fällen selten zu erwarten.
2009 wurde die Bürgerrechtlerin Ebru Soykan ermordet. Zuvor hatte sie sich bei den Behörden über einen Mann beschwert, der sie bedroht hatte. Soykan hatte sich für die Homosexuellengruppe Lambda Istanbul engagiert. Die Ermordung Soykans stellt bereits den zweiten Mord eines Mitglieds von Lambda binnen Jahresfrist dar. Es ist sowohl davor als auch danach zu Übergriffen gegen Personen aus dem LGBT-Spektrum gekommen. Der Mord an dem 26-jährigen Studenten Ahmet Yıldız am 15. Juli 2008 in Istanbul wurde in der englischsprachigen Presse als vermutlich erster „Ehrenmord“ an einem Mann bezeichnet.
Das Demokratische Türkeiforum hat für die Jahre 2007 bis 2009 Studien zu Hassmorden an Homosexuellen in der Türkei erstellt und dabei 13 Morde 2007, 5 im Jahre 2008 und mindestens 4 Morde im Jahr 2009 aufgelistet. Am 21. Mai 2008 publizierte die Organisation Human Rights Watch unter dem Titel „Wir brauchen ein neues Gesetz zur Befreiung“. Der Bericht basiert auf 70 Interviews, die dokumentieren, wie Homosexuelle und Transgender-Individuen geschlagen, ausgeraubt, polizeilich belangt und mit Mord bedroht werden. Human Rights Watch kam zu dem Schluss, dass es keine adäquate offizielle Reaktion gibt. In Verfahren wegen Mord an Homosexuellen gehen die Gerichte von „schwerer Provokation“ aus und reduzieren die Strafen.

## Szene und Kultur

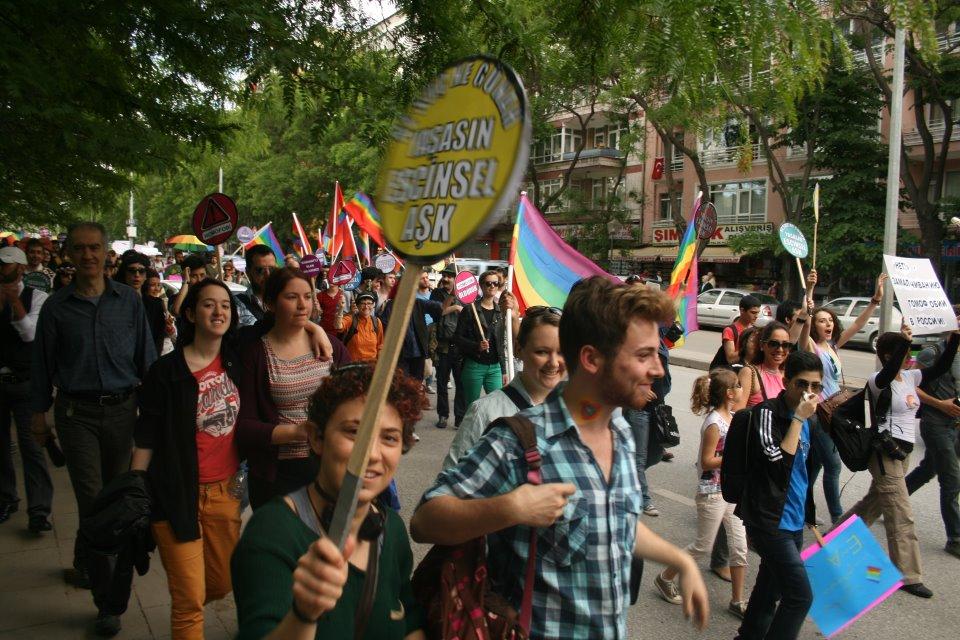
Gay-Pride in Ankara, 2012

Die homosexuelle Szene in der Türkei ist in den Großstädten seit 20 Jahren stark in die Öffentlichkeit getreten. Istanbul hat die lebendigste homosexuelle Szene. Das Ausgehviertel Taksim des Stadtteils Beyoglu hat die größte Dichte an Bars und Cruising Areas für Homosexuelle. Dort wird auch illegale Prostitution betrieben. Es finden regelmäßig homosexuelle Veranstaltungen statt. Auch in anderen großen Städten gibt es eine homosexuelle Subkultur, die allerdings weniger offen agiert.
Wie auch in anderen schwulen Szenen üblich, werden Bekanntschaften durch Cruising geknüpft. Ein besonderer türkischer Treffpunkt sind gewisse Hammāme, die nur Mitgliedern der Szene bekannt sind. (Das öffentliche Ausschreiben als Cruising-Orte würde zu ihrer Schließung führen). Sie sind das türkische Pendant zur europäischen Schwulen-Sauna. Lesben wie auch Schwule benutzen immer stärker Internet-Portale zur Partnerfindung.

## Medien

### Fernsehen
Im Fernsehen ist effeminiertes Verhalten von männlichen Showmastern, wie auch das Auftreten transsexueller und transvestitischer Künstler selbstverständlich und erfreut sich teilweise großer Beliebtheit. Offene Bekenntnisse zur Homosexualität sind jedoch selten und stark tabuisiert. Die weltweit bekannte US-Serie Der Denver-Clan (Dynasty) durfte in der Türkei nicht gezeigt werden, weil eine der Hauptfiguren (Steven) offen schwul war. Ähnlich belegte die als restriktiv bekannte türkische Regulationsbehörde für Funk und Fernsehen RTÜK den Sender e2 mit einer Geldstrafe für die Ausstrahlung der Serie Hung mit der Begründung, sie würde eine „krankhafte Beziehung“ propagieren, welches „die intakte sexuelle Gesundheit der Bevölkerung bedrohen könnte“. In der Serie war der Sohn des Hauptdarstellers schwul. Dennoch gab es 2010 eine Premiere im türkischen Fernsehen: Der Sender a-tv zeigte in einer TV-Serie „Kılıç Günü“ ein schwules Paar halbnackt in einem Bett.

### Film
Als erster türkischer Film mit der ersten homosexuellen Szene kann Aydin Arakons Ver elini Istanbul (zu deutsch Gib mir deine Hand, Istanbul) aus dem Jahre 1962 angesehen werden, in dem sich zwei Frauen küssen. Der erste schwule Protagonist tritt 1980 im Film Beddua (zu deutsch Fluch, Verwünschung) auf, in dem auch der in der Türkei damals noch nicht transsexuelle Künstler Bülent Ersoy eine Hauptrolle spielt. Ein von der internationalen Filmkritik oft positiv hervorgehobener Film mit explizit homosexueller Thematik ist Ferzan Özpeteks Hamam – Das türkische Bad von 1997.
Das Leben und die Probleme türkischer LGBT behandeln Dokumentarfilme wie Das andere Istanbul und Hatice Aytens Out of Istanbul. Güneşi Gördüm – Ich habe die Sonne gesehen (2009), ein Film von Mahsun Kırmızıgül, der mehrere Formen von Diskriminierungen behandelt, setzt die homosexuelle Figur Kadri in den Mittelpunkt im Finale.
2011 kam der umstrittene Spielfilm Zenne - Dancer in die türkischen Kinos, welcher den Mord an dem 26-jährigen Ahmet Yildiz (2008) in der Türkei thematisiert. In dem Dokumentarfilm von Can Candan Benim Çocuğum (Mein Kind) erzählen Eltern von fünf Homosexuellen ihre Erfahrungen mit dem Coming-out ihrer Kinder.

### Print
KAOS GL bringt vierteljährlich das gleichnamige Magazin KaosGL heraus, das sich als einziges Magazin mit homosexuellen Themen befasst. Für Homosexuelle der kurdischen Minderheit in der Türkei wurde 2010 das Magazin Hevjin herausgebracht. Es zirkuliert mit 2000 Lesern im kurdisch-dominierten Südosten der Türkei.